# صدر حزب کمونیست چین
صدر کمیته مرکزی حزب کمونیست چین (چینی: 中国共产党中央委员会主席) رهبر حزب کمونیست چین بود. این سمت در هشتمین کنگره ملی در سال ۱۹۴۵ ایجاد شد و در دوازدهمین کنگره ملی در سال ۱۹۸۲ برچیده شد و با دبیرکل جایگزین شد. مناصبی با نام رئیس کمیته اجرایی مرکزی و رئیس کمیته مرکزی به ترتیب در سال‌های ۱۹۲۲–۱۹۲۳ و ۱۹۲۸–۱۹۳۱ وجود داشتند.

## تاریخچه و کارکردها

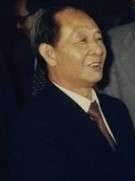
حزب کمونیست چین

قانون اساسی ۱۹۷۵ چین نفوذ حزب را بر دولت تقویت کرد. کمیته مرکزی (و به‌طور گسترده، رئیس آن) پیش از کنگره ملی خلق قرار گرفت. ماده ۱۵ رئیس را فرمانده کل ارتش آزادیبخش خلق کرد ("رئیس کمیته مرکزی حزب کمونیست چین رهبری تمام نیروهای مسلح کشور را بر عهده دارد"). این تغییرات با قانون اساسی ۱۹۸۲ جمهوری خلق چین که حزب را زیر دولت قرار داد و یک کمیسیون مرکزی نظامی دولتی را به موازات کمیسیون مرکزی نظامی حزب ایجاد کرد، معکوس شد.
در دهه ۱۹۸۰، رهبری ح‌ک‌چ می‌خواست از بالاتر رفتن یک رهبر از حزب، آنطور که مائو انجام داده بود، جلوگیری کند. بر این اساس، پست صدر در سال ۱۹۸۲ لغو شد. بیشتر وظایف آن به پست احیا شده دبیرکل منتقل شد. آخرین صدر حزب، هو یاوبانگ، به سمت دبیرکل منتقل شد. گمانه‌زنی‌هایی مبنی بر احیای این پست توسط شی جینپینگ رهبر چین، از جمله در بیستمین کنگره ملی ح‌ک‌چ در سال ۲۰۲۲، وجود دارد

## فهرست صدرها

### صدر پلیتبوروی مرکزی
1. مائو تسه تونگ (۲۰ مارس ۱۹۴۳–۱۹ ژوئن ۱۹۴۵)

### صدر کمیته مرکزی
1. مائو تسه تونگ (۱۹ ژوئن ۱۹۴۵–۹ سپتامبر ۱۹۷۶)
2. Hua Guofeng (7 اکتبر ۱۹۷۶–۲۸ ژوئن ۱۹۸۱)
3. هو یاوبانگ (۲۹ ژوئن ۱۹۸۱–۱۱ سپتامبر ۱۹۸۲)

## فهرست نایب صدرها
- کمیته مرکزی هشتم (۱۹۵۶–۱۹۶۹)
  - لیو شائوقی (اخراج در ۱۹۶۸)، ژو انلای، ژو دی، چن یون، لین بیائو (از ۱۹۵۹).
- کمیته مرکزی نهم (۱۹۶۹–۱۹۷۳)
  - لین بیائو (در سال ۱۹۷۱ درگذشت).
- کمیته مرکزی دهم (۱۹۷۳–۱۹۷۷)
  - هوآ گوئوفنگ (نایب رئیس اول از ۶ آوریل ۱۹۷۶، رئیس از ۹ سپتامبر)، ژو انلای (درگذشت ۱۹۷۶)، وانگ هونگ ون (دستگیر در ۱۹۷۶)، کانگ شنگ (درگذشت ۱۹۷۵)، لی دشنگ، یه جیانینگ، دنگ ژیاوپینگ. (از ۱۹۷۵ تا ۱۹۷۶ و از ۱۹۷۷).
- کمیته مرکزی یازدهم (۱۹۷۷–۱۹۸۲)
  - یه جیانینگ، دنگ شیائوپینگ، چن یون، لی شیانیان، وانگ دونگ شینگ، هوآ گوئوفنگ (از ۱۹۸۱)، ژائو زیانگ (از ۱۹۸۱).